# Bernard de Dryver
Pas d'image ? Cliquez ici
Bernard de Dryver, né à Bruxelles le 19 septembre 1952, est un pilote automobile belge. 

## Historique

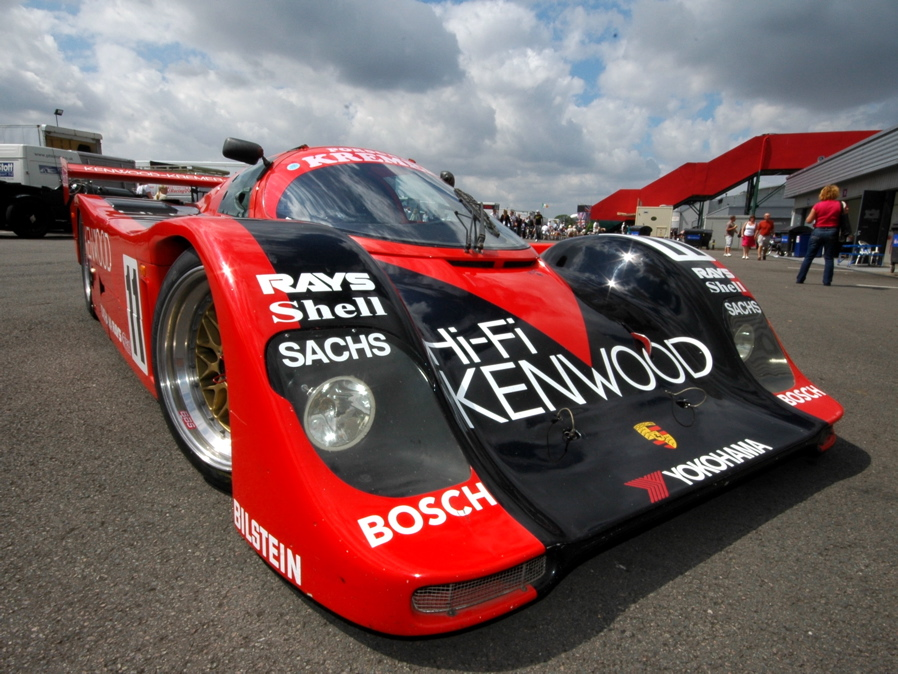
Kremer-Porsche 962CK6 pilotée par Bernard de Dryver aux 24 heures du Mans 1990.

Bernard de Dryver, pilote de Formule 2, tente, en 1977, de prendre le départ du Grand Prix de Belgique au volant d'une March 761-Cosworth engagée par l'écurie British Formula 1 Racing Team de Brian Henton. Auteur du trente-et-unième temps pour vingt-sept places sur la grille, il ne 
se qualifie pas. Inscrit également au Grand Prix de Grande-Bretagne, il déclare forfait.
En 1978, il s'engage à nouveau au Grand Prix de Belgique avec une Ensign 177 mais déclare forfait. 
Hors-championnat du monde, en 1979, il participe à la XIII Race of Champions de Brands Hatch au volant d'une Copersucar F5A engagée par RAM Racing et termine septième, à un tour du vainqueur Gilles Villeneuve.
Sa carrière s'oriente ensuite vers l'endurance, avec notamment neuf participations aux 24 Heures du Mans entre 1979 et 1990 ; il abandonne à quatre reprises mais termine deuxième des 24 Heures du Mans 1987 au volant d'une Porsche 962C engagée par Courage Compétition (sous le nom Primagaz Compétition) copilotée avec Jürgen Lässig et Pierre Yver.
Il pilote ensuite en SuperSport Trophy, formule monotype, où il remporte en 1997 trois courses sur quatorze, avec Jean-Michel Martin au volant d'une Lamborghini Diablo SV-R.

## Résultats en championnat du monde de Formule 1
| Saison | Écurie                        | Châssis    | Moteur      | Pneus    | GP disputés  | Points inscrits | Classement |
| ------ | ----------------------------- | ---------- | ----------- | -------- | ------------ | --------------- | ---------- |
| 1977   | British Formula 1 Racing Team | March 761  | Cosworth V8 | Goodyear | 2 (0 départ) | 0               | n.c.       |
| 1978   | Team Tissot Ensign            | Ensign 177 | Cosworth V8 | Goodyear | 1 (0 départ) | 0               | n.c.       |

## Résultats aux 24 heures du Mans
| Année | Écurie                          | Châssis          | Moteur                              | Copilotes                             | Classement  |
| ----- | ------------------------------- | ---------------- | ----------------------------------- | ------------------------------------- | ----------- |
| 1979  | Beurlys                         | Ferrari 512BB/LM | Ferrari 4,9 L Flat-12               | Nick Faure Steve O'Rourke Jean Blaton | 12e         |
| 1982  | Bussi Team                      | Rondeau M382     | Ford Cosworth DFL 3,3 L V8          | Christian Bussi (de) Pascal Witmeur   | 15e         |
| 1983  | Primagaz Compétition            | Rondeau M382     | Ford Cosworth DFL 3,3 L V8          | Lucien Guitteny Pierre Yver           | Disqualifié |
| 1984  | Bussi Team                      | Rondeau M382     | Ford Cosworth DFL 3,0 L V8          | Pierre Yver Pierre-François Rousselot | Abandon     |
| 1985  | Cheetah Automobiles Switzerland | Cheetah G604     | Aston Martin-Tickford 5,3 L V8      | Claude Bourgoignie John Cooper        | Abandon     |
| 1987  | Primagaz Compétition            | Porsche 962C     | Porsche Type-935 2,8 L Turbo Flat-6 | Jürgen Lässig Pierre Yver             | 2e          |
| 1988  | Noël del Bello Racing           | Sauber C8        | Mercedes-Benz M117 5.0L Turbo V8    | Bernard Santal Noël del Bello         | Abandon     |
| 1989  | Courage Compétition             | Cougar C22LM     | Porsche Type-935 3.0L Turbo Flat-6  | Patrick Gonin Bernard Santal          | Abandon     |
| 1990  | Porsche Kremer Racing           | Porsche 962CK6   | Porsche Type-935 3.0L Turbo Flat-6  | Patrick Gonin Philippe Alliot         | 16e         |